# Llanura Bulozi

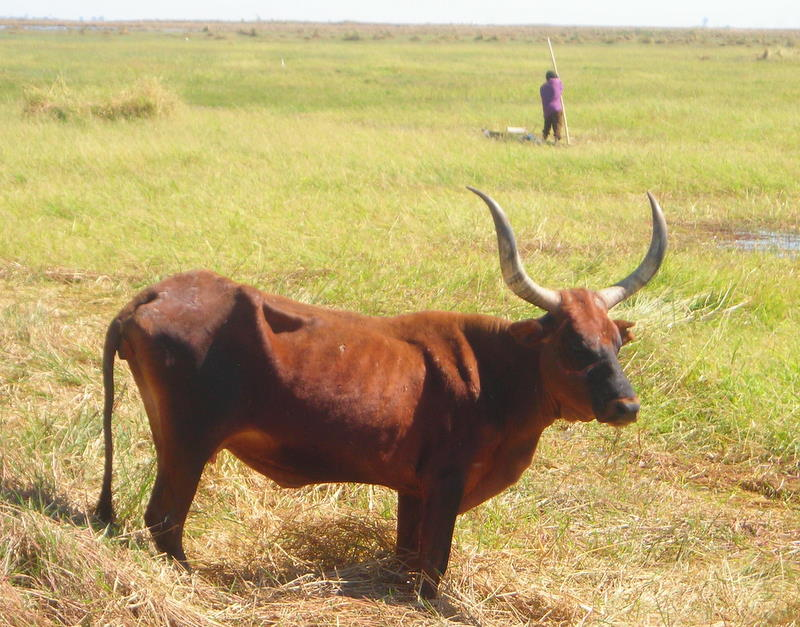
Bóvido en las llanuras del Zambeze, centro del Reino bulozi.

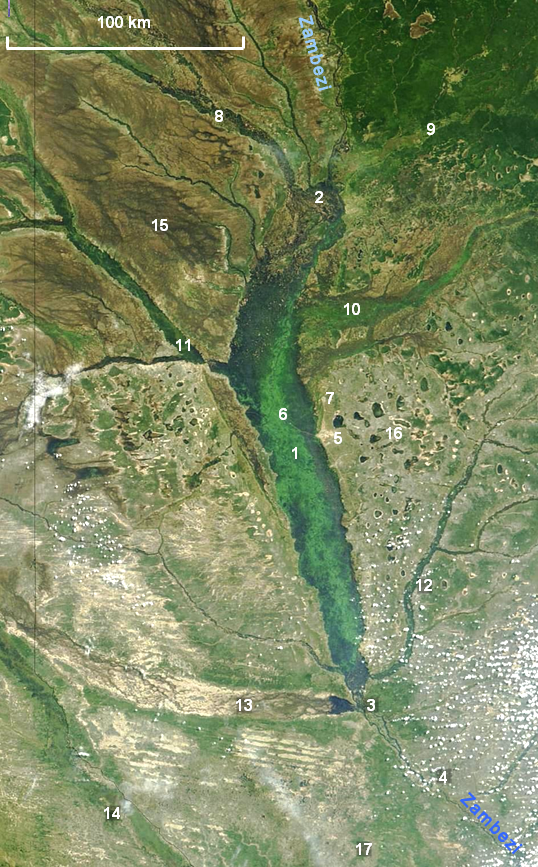
Vista aérea de la llanura inundable de Barotse o de Baluzi. 1: el río Zambeze fluye de norte a sur a través de la llanura inundable; 2: confluencia de los ríos Lungwebungu, Zambeze y Kabompo, donde empieza la llanura; 3: fin de la llanura en Senanga; 4: Cascadas Ngonye; 5: Mongu, capital de Barotseland; 6: Lealui, sede del rey de los lozi; 7: Limulunga, sede del Litunga, rey de los lozi durante la inundación; 8: pantanos y llanura inundable de Lungwebungu; 9: Kabompo; 10: río Luena; 11: río Luanginga; 12: río Lui; 13: zona inundable del río Cuando; 14: río Cuando, en la frontera entre Angola y Zambia; 15: Parque nacional de la llanura del Liuwa; 16: sabana arbolada de miombo del Zambeze central; 17. Parque nacional Sioma Ngwezi.

La llanura Bulozi o llanura de inundación de Barotse, de Lyondo o del Zambeze, es un área geográfica situada en el oeste de Zambia y el extremo este de Angola. 
Se encuentra dividida por el río Zambeze, que pertenece a la ecorregión de la pradera inundada del Zambeze. 
Tiene una extensión de 4270 km² y presenta considerables diferencias entre su centro, cubierto por humedales y sus bordes de sabana, uno de ellos limitante ya con el desierto Kalahari.

## Topografía
La región es una meseta plana a una altitud de unos 1000 m, con una ligera inclinación hacia el sur. El Zambeze y sus cabeceras nacen en las tierras altas del norte, que gozan de buenas precipitaciones (1400 mm anuales) en una temporada de lluvias que dura de octubre a mayo. En esta época, la crecida desciende por el río hasta una región llana de suelos formados por las llamadas arenas del Kalahari, un suelo pobre formado en su mayor parte de cuarzo, de unos quinientos kilómetros de ancho. Al sur, en torno a las cataratas Ngonye, se encuentra roca más dura en la superficie que ha resistido la tendencia del río a excavar un canal y que actúa como una presa antes de la cual se extiende la llanura aluvial de Barotse o Bulozi. Debajo de las cataratas, el río fluye casi el doble de rápido que en la llanura y sigue un valle más estrecho y menos propenso a inundaciones.
La llanura aluvial se extiende desde la confluencia del Zambeze con los ríos Kabompo y Lungwebungu, al norte, hasta un punto situado a unos 230 km al sur, sobre las cataratas Ngonye y al sur de Senanga. A lo largo de la mayor parte de su longitud, su anchura supera los 30 km, alcanzando los 50 km en su punto más ancho, justo al norte de Mongu, la principal ciudad de la llanura, situada en su límite. La mayor parte de la llanura abarca unos 5500 km², pero la superficie máxima inundable es de 10 750 km² si se consideran las llanuras aluviales de varios afluentes, como los llanos del río Luena. La llanura aluvial de Barotse es el segundo humedal más grande de Zambia, después del sistema del lago Bangweulu, que se diferencia por tener un gran lago permanente y pantanos, y una zona mucho más pequeña que se seca anualmente.
La foto de satélite a la derecha se tomó en abril de 2004 en el pico de la inundación. La parte norte de la llanura, cerca de Lukulu, está menos inundada, el terreno allí varía pocos en altura y el agua tiende a mantenerse en los numerosos canales del río.

## Inundación
El punto álgido de la inundación se produce en la llanura aluvial unos tres meses después del pico de la temporada de lluvias, entre enero y febrero. La inundación suele alcanzar su máximo en abril y retrocede entre mayo y julio, cuando la hierba crece rápidamente en la llanura despejada. En noviembre, cuando el río alcanza su nivel más bajo, la llanura aluvial aún mentiene unos 537 km² de lagunas, pantanos y canales. La inundación deja tras de sí un suelo fértil, de color gris a negro, que recubre las arenas del Kalahari, enriquecido por el limo depositado por la inundación, así como por el humus de la vegetación destruida por la inundación inicial y de las plantas acuáticas en descomposición que se dejaron secar en el lodo. Proporciona un buen suelo, que se endurece al final de la estación seca por el calor del sol.

## Medio ambiente
La llanura aluvial se encuentra en la ecorregión de pradera inundada del Zambeze y está bordeada por un terreno arenoso ligeramente más alto en el que crecen pastizales secos (pastizales del Zambeze occidental) con sabana boscosa (sabana arbolada de teca del Zambeze) al este y al sur, y parches de bosque siempre verde (bosques secos de Cryptosepalum) al norte y al este.
La inundación proporciona hábitats acuáticos para peces como el pez tigre y la dorada, cocodrilos, hipopótamos, aves acuáticas, aves piscívoras y el antílope lechwe, dotado para los pantanos. Tras la inundación, la llanura se convierte en hábitat para animales de pastizal, como los ñus, las cebras, los tsessebes y pequeños antílopes como el oribi y el steenbok, así como para sus depredadores. Estos herbívoros han sido desplazados en la mayoría de las zonas por el ganado que pastan los lozi, o barotse, pero han proporcionado una gran reserva de caza en los pastizales secos del oeste: el Parque nacional de los llanos de Liuwa, que antiguamente era el territorio de caza de los lozi litunga y que Lewanika estableció como reserva de caza en el siglo XIX. Además, toda la parte occidental del Zambeze, dentro del país, es un área de gestión de caza.